# 狭叶珍珠菜
狭叶珍珠菜（学名：Lysimachia pentapetala）为报春花科珍珠菜属的植物，是中国的特有植物。分布于中国大陆的甘肃、陕西、安徽、东北、山东、河南 湖北、华北等地，生长于海拔50米至2,100米的地区，多生于路旁、山坡荒地、田边或疏林下，目前尚未由人工引种栽培。